# Halley (canção)
 "Halley", Canção da Turquia no Festival Eurovisão da Canção 1986.
"Halley" foi a canção que representou a Turquia no  Festival Eurovisão da Canção 1986 que teve lugar em Bergen, Noruega, interpretada em turco pela banda Klips ve Onlar (constituída por: Candan Erçetin (a voacalista),  Sevingül Bahadır,Gür Akad, Derya Bozkurt e Emre Tukur).
A referida canção tinha letra de İlhan İrem, e música e orquestração de Melih Kibar.
Na noite do festival, a canção foi a oitava a  desfilar, a seguir à canção holandesa "Alles heeft ritme", interpretada pela banda (de irmãs) Frizzle Sizzle e antes da canção espanhola "Valentino", interpretada pela banda Cadillac. No final, a canção turca, classificou-se em 9.º lugar (a melhor classificação para a Turquia até então) e recebeu 53 pontos. 
A canção é um elogio ao famoso cometa Halley e a banda brinca com ele e fala dele com ternura, com o objetivo de dar a notícia de que o referido cometa podia ser observado. A verdade é que esse cometa pode ser observado através do planeta Terra em 1986. Esse cometa só pode ser avistado de 76 em 76 anos e deve esse nome ao astrónomo  Edmond Halley. Esse cometa só vai poder visível novamente em julho de 2061.